# Hacallı
Hacallı (armeniska: Hajaly, Հաջալը, Hajali, Հաջալի) är en ort i Azerbajdzjan.   Den ligger i distriktet Goranboj, i den centrala delen av landet, 270 km väster om huvudstaden Baku. Hacallı ligger 439 meter över havet och antalet invånare är 683.
Terrängen runt Hacallı är kuperad åt nordväst, men åt sydost är den platt. Närmaste större samhälle är Goranboy, 14,7 km norr om Hacallı.
Trakten runt Hacallı består till största delen av jordbruksmark. Runt Hacallı är det ganska tätbefolkat, med 70 invånare per kvadratkilometer.